# 쿼트
쿼트(quart, 간단히 qt.)는 영미 단위계에서 부피를 재는 단위이다. 1 영국 쿼트는 1.1365225 리터이고 2 파인트이며 1 갤런의 1/4이며, 1 미국 액량 쿼트는 0.946352946 리터이고 2 파인트이며 1 액량 갤런의 1/4이다.

## 리터
쿼트는 약 1리터이다. 영국 쿼트는 1.1365225 리터이고, 1 미국 액량 쿼트는 0.946352946 리터이다